# Janusz Bedyński
Janusz Jerzy Bedyński ps. Sekund (ur. w 1921 roku, zm. 29 września 2015) – jeden z głuchoniemych uczestników powstania warszawskiego, żołnierz plutonu głuchoniemych batalionu „Miłosz” Armii Krajowej.
W czasie okupacji pracował w zakładzie fryzjerskim w Warce. W 1942 roku przyjechał do Warszawy i tam w Instytucie Głuchoniemych nawiązał kontakty konspiracyjne. 30 lipca 1944 roku przyjechał do Warki aby pożegnać się z rodziną, 1 sierpnia nad ranem powrócił do Warszawy i stawił się na miejscu zbiórki. W jego rejonie pełnił służbę wartowniczą i aprowizacyjną, brał też udział w akcjach zbrojnych, między innymi w walkach o gmach YMCA oraz w obronie placu Trzech Krzyży. Po powstaniu wyszedł wraz z ludnością cywilną do Pruszkowa. W kolejnych latach pracował jako fryzjer i następnie dentysta.

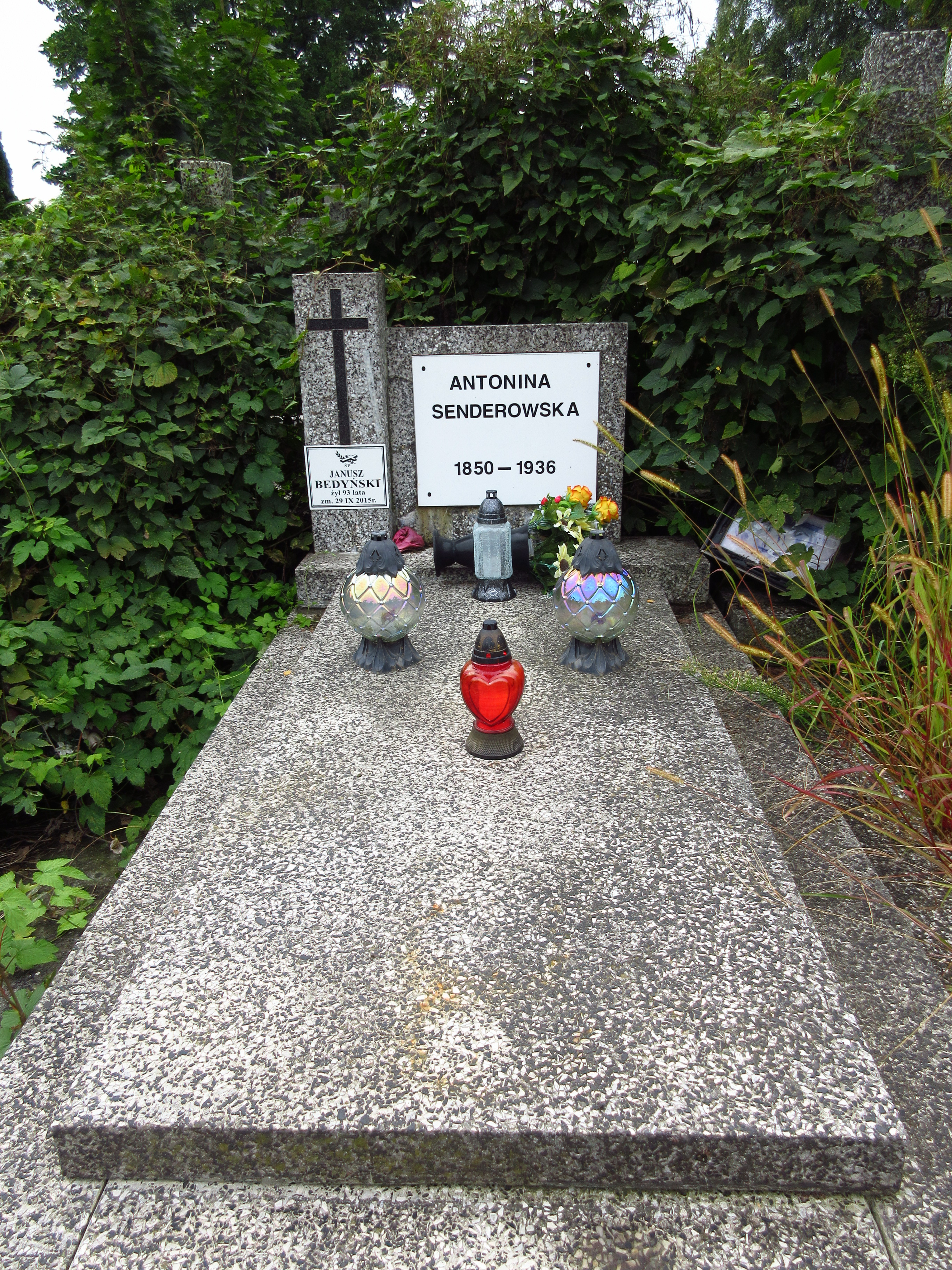
Grób Janusza Bedyńskiego na Cmentarzu Bródnowskim.

W 2007 roku został odznaczony przez prezydenta Lecha Kaczyńskiego Krzyżem Oficerskim Orderu Odrodzenia Polski. Brał udział w filmie Katarzyny Rimpler Eksplozja ciszy, opowiadającym o głuchoniemych powstańcach, zrealizowanym przez Discovery Historia. Pochowany na Cmentarzu Bródnowskim (kwatera 49K-1-8).